# Pedro Juan Caballero
Pedro Juan Caballero (Tobatí, 29 giugno 1786 – Asunción, 13 luglio 1821) è stato un politico paraguaiano, fu uno dei protagonisti dell'indipendenza del Paraguay.

## Biografia
Nacque a Tobatí, una cittadina situata nell'odierno Dipartimento di Cordillera, Paraguay. Benché fosse più giovane di Fulgencio Yegros e di José Gaspar Rodríguez de Francia, i due principali artefici dell'indipendenza paraguayana, ebbe un ruolo significativo nella rivoluzione del 15 maggio 1811. Coinvolto nella cospirazione del 1820 fu imprigionato, si suicidò in cella il 13 luglio del 1821.
In suo onore venne chiamata una città, Pedro Juan Caballero capoluogo del dipartimento di Amambay.